# Хунерих
Хунерих (лат: Hunericus или Hunirix, умро 23. децембра 484. године) био је краљ Вандала и Алана од 477. до 484. и други владар северноафричке Вандалске краљевине коју је утемељио његов отац Гејсерих.
Хунерих је био Гејсерихов најстарији син. Историјски извори га први пут спомињу 442. године када је Гејсерих, који је 429. превео Вандале из Хиспаније у Африку, склопио споразум са западноримским царем Валентинијаном III. Пошто су царству у исто време запретили Хуни, равенски двор је пристао да Гејсериху препусти богате северноафричке провинције Проконзуларну Африку (Africa Proconsularis), Бизанцену (Byzancena) и део Нумидије (Numidia). Вандалска краљевина је призната као римски савезник, а заузврат је Гејсерих дозволио снабдевање Рима и Италије афричким житом и морао је да пошаље Хунериха као таоца у Равену. Ипак, Хунерихов боравак на римском двору био је дотада незабележен пошто је у том периоду верен са царевом ћерком Еудокијом. По први пут је римска царска породица својевољно дозволила брачно повезивање са једном владарском породицом која је сматрана за варварску.
Није познато када се и како Хунерих вратио оцу у Африку. Познато је само да је у то време склопио први брак са ћерком визиготског краља Теодориха I чије нам име није остало забележено. Међутим, Валентинијанов војсковођа Аеције, иначе прави владар Западног римског царства, је желео да распали старо ривалство између Визигота и Вандала тако да је подсетио Гејсериха на Хунерихову веридбу са царском ћерком. Готска принцеза је стога набеђена да је покушала да отрује свог свекра, а затим је осакаћена и послата назад оцу. 
Аецијев наум је успео, али је војсковођа пао као као жртва атентата 454., а убрзо је слична судбина задесила и његовог џелата, цара Валентинијана III. Нови цар Петроније Максим је натерао Валентинијанову удовицу да се уда за њега, а свог сина цезара Паладија је оженио Еудокијом. Гејсерих је овакав след догађаја искористио да организује чувену вандалску пљачку Рима 455. под изговором да долази да одбрани нарушену породичну част. Вандали су са собом одвели и царицу мајку Лицинију Еудоксију и њене две ћерке. Овога пута Гејсерих је у Картагини организовао свадбу свог сина и царске невесте Еудокије.
Еудокија је Хунериху родила само једно дете, сина Хилдериха. Временом су разлике између двоје супружника постале све веће, нарочито у погледу верских питања. Хунерих је, као и већина Вандала, био следбеник аријанског учења, осуђеног као јерес на Првом васељенском сабору 325., а његова жена православља. Еудокија је напустила Хунериха и отишла на ходочашће у Јерусалим. Неколико дана по приспећу у Свети град Еудокија је преминула 471. или 472. и сахрањена је у гробници своје баке Елије Еудокије, супруге цара Теодосија II.
Хунерих је најпосле наследио престо пошто је његов времешни отац Гејсерих умро 25. јануара 477. године. Гејсерих је установио закон по коме се у Вандалској краљевини круна наслеђивала по принципу сениоријата, дакле за престолонаследника је аутоматски проглашаван најстарији мушки члан династије.
Други део Гејсериховог наслеђа био је мировни споразум који је вандалски краљ склопио са источноримским (византијским) царем Зеноном 474. године, а који је Хунериховим православним поданицима гарантовао слободу вероисповести. По ступању на престо нови краљ је послао своје емисаре у Константинопољ да обнове споразум са Зеноном. У почетку своје владе Хунерих је био попустљив према православнима и дозволио им је да изаберу новог епископа Картагине. Касније је пак Хунерих почео да спроводи агресивнију политику према православнима која се пред крај његове владавине претворила у прави прогон. Већ 480. Хунерих је почео да протерује православне свештенике и монахе и да кажњава Вандале који су прешли из аријанства у православље. Најзад, краљ је 24. фебруара 484. објавио закон којим је требало да се римски закони уперени против јеретика сада примене управо против православне, углавном романске популације Африке уколико не прихвати аријанство до 1. јуна те године. По овом закону православној цркви су одузете све цркве, свештенству је забрањено да врши верске обреде а мирјанима да поклањају или завештавају цркви имовину. По православној традицији неколико угледних Римљана је у том периоду пострадало мученичком смрћу попут бившег проконзула Картагине Викторијана из Хадрумента, Фрументија и неколико имућних трговаца. Међутим, таман када се прогон захуктао, Хунерих је умро 23. децембра 484. године.
Хунерих је покушавао да престо остави свом и Еудокијином сину Хилдериху. Услед Гејсериховог закона о правилу сениоријата Хунериха је наследио његов синовац Гунтамунд.